# Aldo Uberti
A Fabbrica d'Armi Aldo Uberti S.p.A. é uma empresa italiana, fundada em 1959 na cidade de Gardone, Bréscia, fabricante de réplicas de alta qualidade de revólveres de percussão, carabinas, e rifles do século XIX, bem como revólveres de cartucho, rifles de tiro único e rifles por ação de alavanca.
Essas réplicas são geralmente usadas em filmes ou encenações históricas. Graças a sua qualidade, as réplicas da Uberti são também muito procuradas por colecionadores e entusiastas de armas históricas.

## Produção atual
Hoje, a Uberti atende colecionadores, praticantes de "Cowboy Action Shooting", atores de recriações históricas, bem como fazendeiros, caçadores e outros homens que trabalham ao ar livre que precisam ou preferem carregar armas de fogo tradicionais para o campo. Historicamente, a Uberti produziu peças como armações, cilindros e canos para vários outros fabricantes, como Beretta, Taurus, Charles Daly, Colt e USFA, enquanto as armas de fogo atuais feitas pela empresa são oferecidas com as marcas Uberti e dos importadores Cimarron e Taylor's.
Graças aos aços modernos e à experiência de décadas dos artesãos montando as armas, as réplicas da Uberti são altamente consideradas por atiradores e colecionadores em todo o mundo, às vezes consideradas como ultrapassando os originais em qualidade. É por esse motivo que a Uberti foi chamada de "The King of Replicas" por atiradores e colecionadores dos EUA. Além disso, a fidelidade da Uberti aos originais é tal que muitas partes internas de sua réplica Colt atual podem ser trocadas com as de um "Colt Single Action Army" de primeira geração original; esse assunto tem sido exaustivamente debatido.

## Produtos

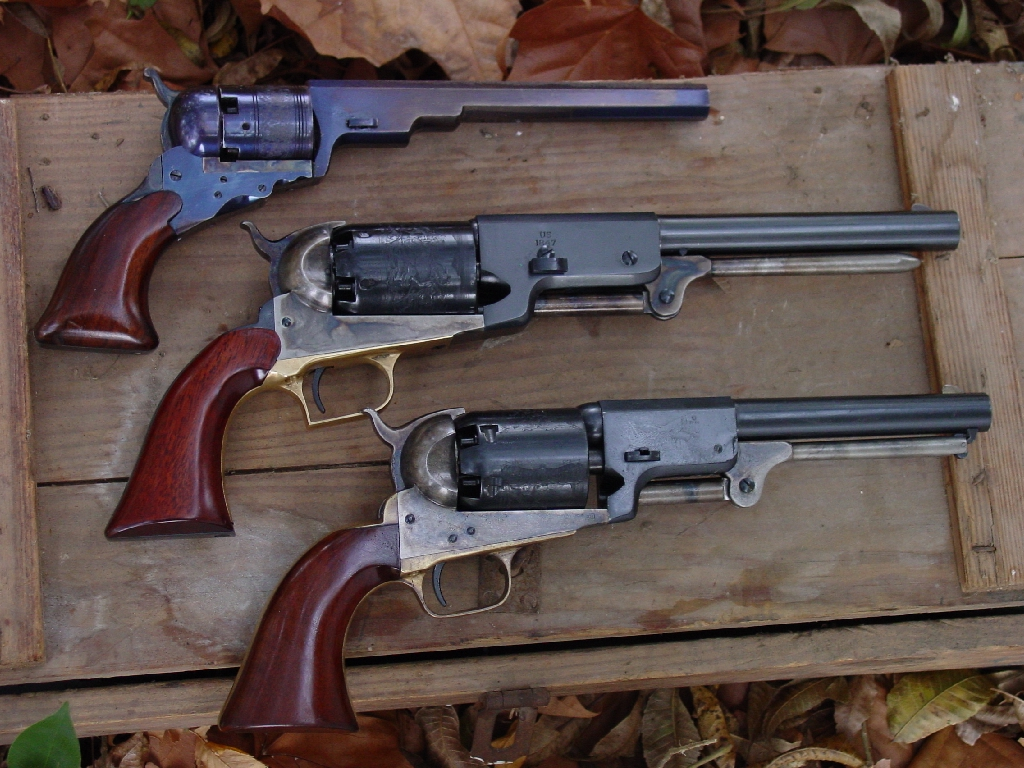
Três revólveres de percussão da Uberti, de cima para baixo: Colt Paterson, Colt Walker, Colt Dragoon.

A seguir está uma lista de categorias de armas de fogo atualmente disponibilizadas pela Uberti:
- Revólveres[7]
  - Modelos de pólvora negra (1847 a 1860), da Colt e da Remington
  - Modelos de pólvora negra convertidos (final da década de 1860 início da de 1870), da Colt e da Remington
  - Colt Single Action Army e suas variantes (1873 a década de 1890)

- Revólveres de cartucho[8]
  - Revolver de cartucho Remington 1875 New Army e suas variantes (1875 a 1890)
  - Revolver de cartucho Smith & Wesson de abrir pelo topo e variantes (1875)
  - Colt Single Action Army especializado. Otimizado para competições ao estilo Cowboy
  - Revólveres de ação simples no calibre .22 (6 a 12 tiros)

- Rifles e carabinas[9]
  - 1860 Henry
  - 1866 Yellowboy
  - 1871 Remington Rolling Block rifles e carabinas
  - 1873 Winchester Model 1873 rifles e carabinas
  - 1873 Springfield Model 1873 rifles e carabinas
  - 1874 Rifle Sharps e carabinas
  - 1876 Winchester "Centennial"
  - 1883 Colt Burgess
  - 1884 Colt Lightning
  - 1885 Winchester High Wall
  - 1886 Winchester model 1886

## Galeria

Alguns dos produtos da Uberti
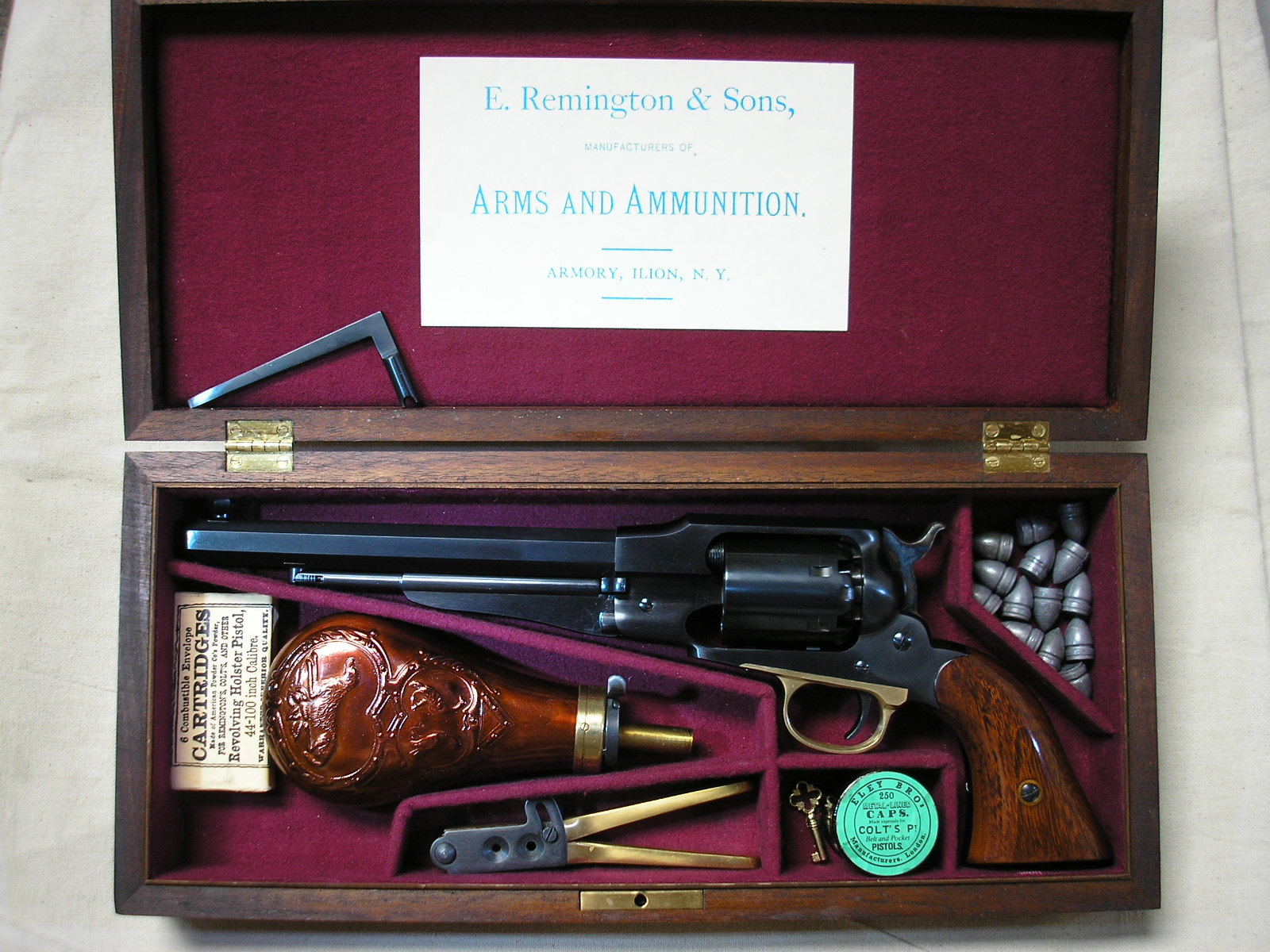
Réplica do Remington New Model Army
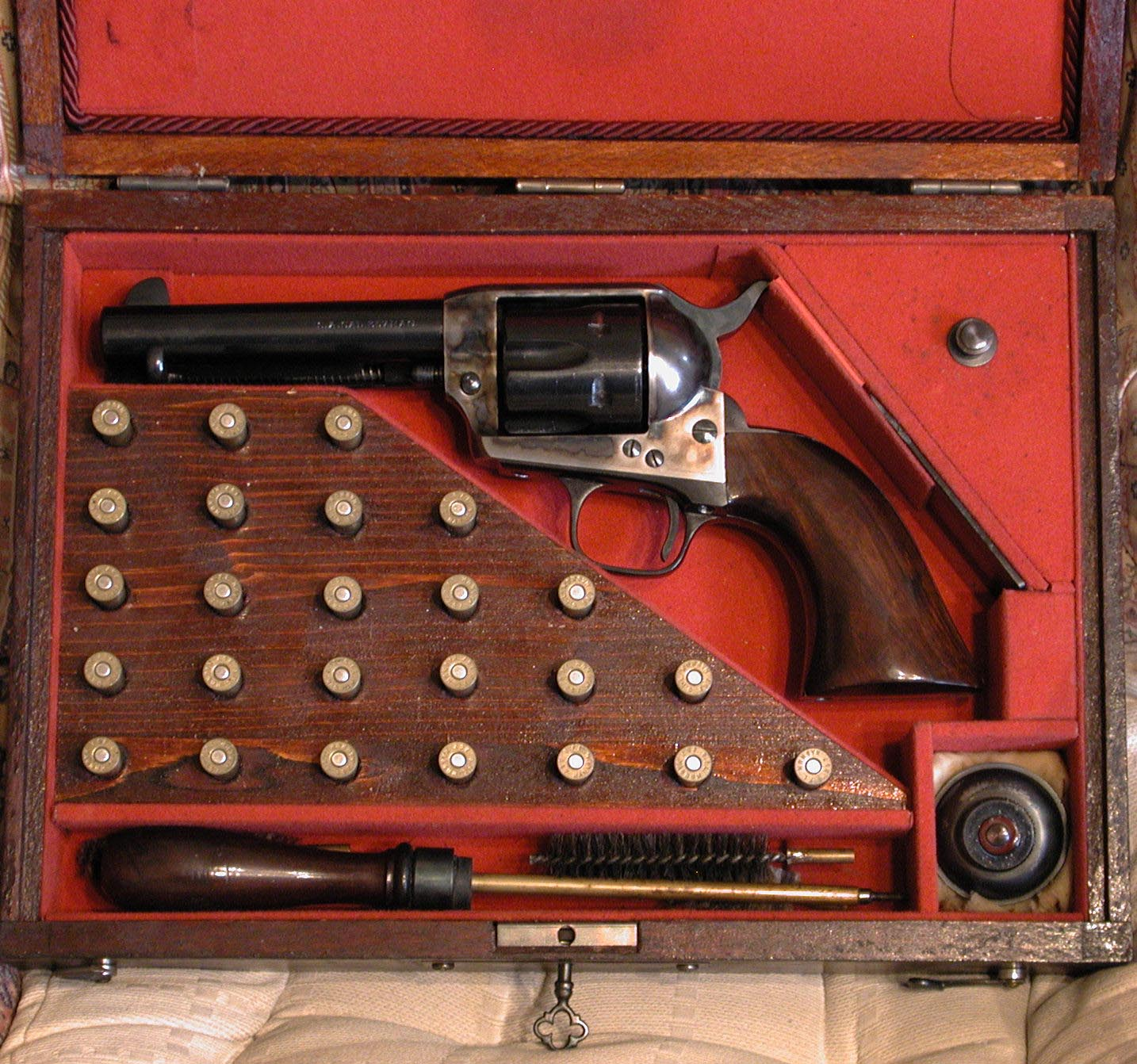
Réplica do Colt Single Action
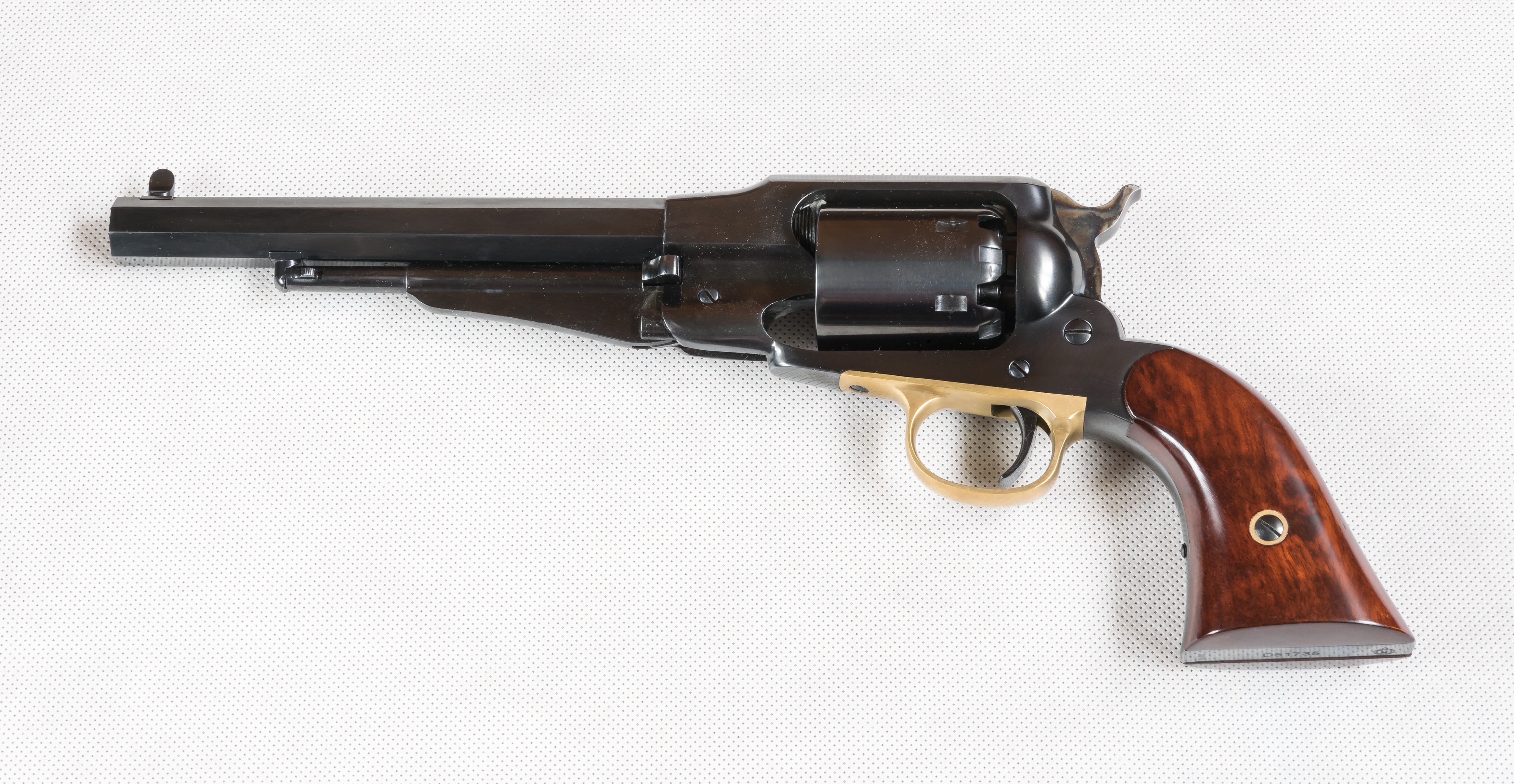
Réplica do Remington Model 1858
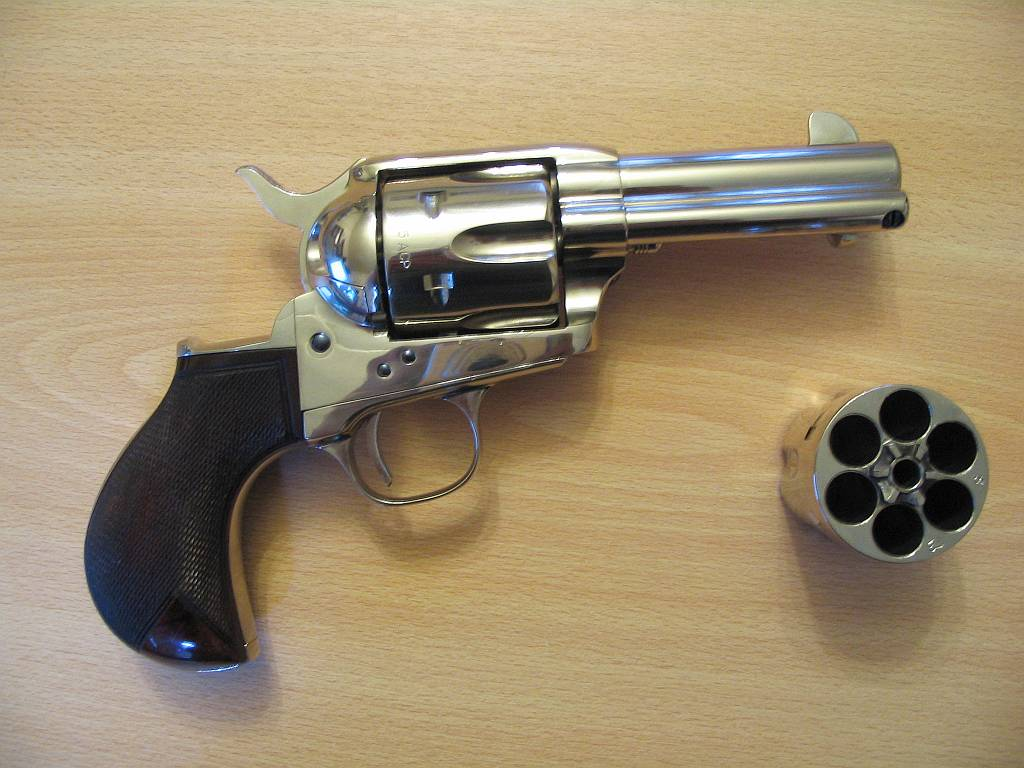
Réplica do Colt Thunderer
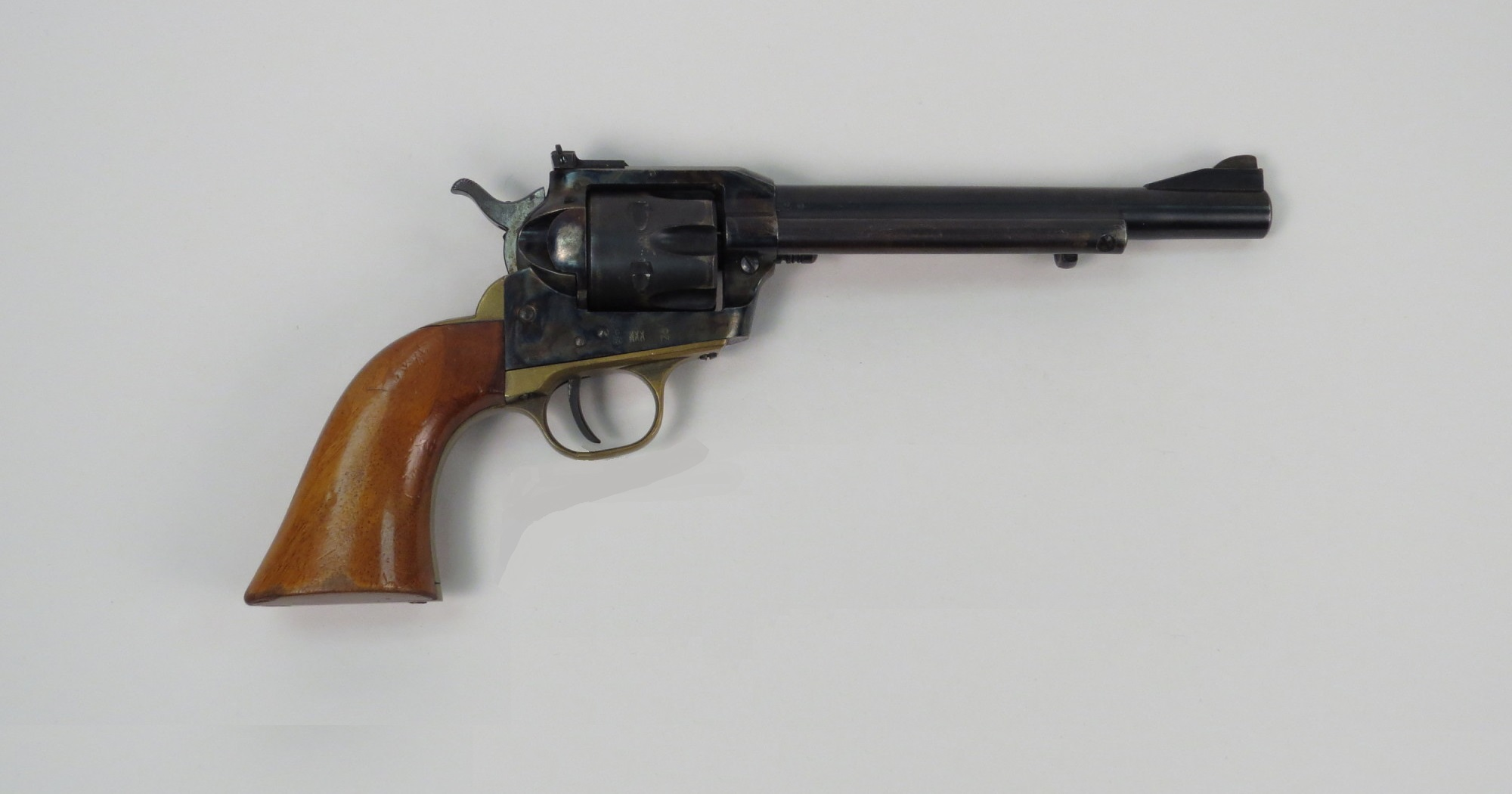
Réplica do Cattleman 1873 Old Model
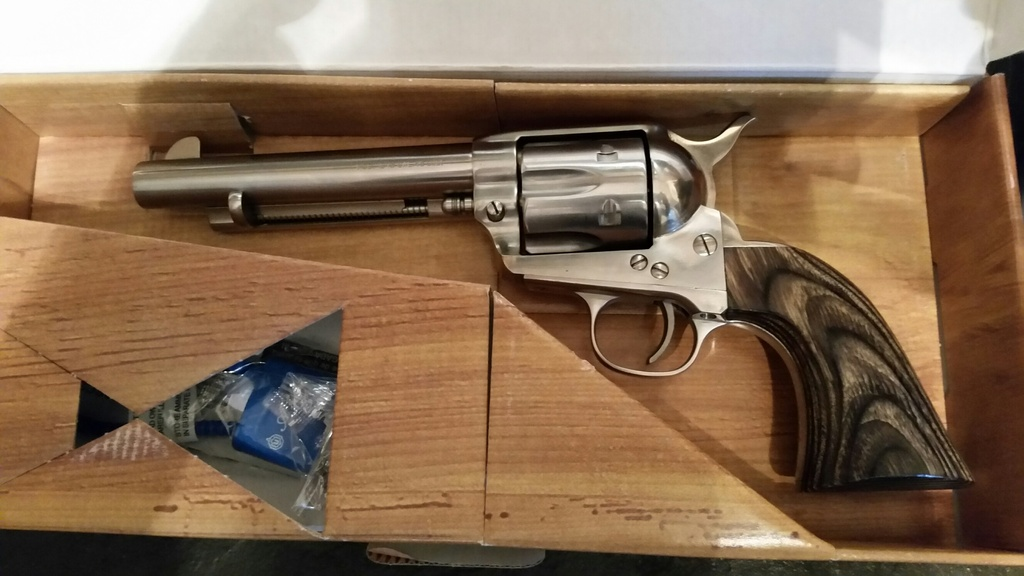
Réplica do Horseman single action de 1873